# We’ll Be Together (Sandra-Lied)
We’ll Be Together ist ein Popsong von Sandra aus dem Jahr 1988.

## Hintergrund
Das Lied wurde von Hubert Kah, Markus Löhr, Klaus Hirschburger, die letzteren beiden Musiker von Hubert Kahs Band, und Sandra geschrieben und von Michael Cretu produziert. Dieses Lied ist neben When the Rain Doesn’t Come vom 1992er Album Close to Seven der einzige Song, der vor dem Album The Art of Love von 2007 von Sandra selbst geschrieben oder mitgeschrieben wurde. We’ll Be Together wurde im Januar 1989 als dritte Single des Albums Into a Secret Land veröffentlicht. Für die Single-Veröffentlichung wurde der Song remixt. Die Single war ein Top-Ten-Hit in Deutschland und ein Top-20-Hit in Frankreich und Österreich.
1999 erschien ein Remix des Songs auf Sandras Kompilation My Favorites. Der Track wurde für ihre 2006er-Kompilation Reflections erneut remixt.
Sandra sang den Song unter anderem am 25. Januar 1989 als Platz zwei der über Tippschein gewählten Lieder sowie am 22. März 1989 als Platz eins der über Media Control ermittelten Titel in der ZDF Hitparade.

## Musikvideo
Das Musikvideo wurde von Bulle Bernd auf Ibiza (Spanien) und in Cannes (Frankreich) gedreht. Der Clip erschien 1992 auf Sandras VHS-Video-Compilation 18 Greatest Hits sowie 2003 auf der DVD The Complete History.

## Chartplatzierungen
| ChartsChartplatzierungen | Höchstplatzierung | Wochen |
| ------------------------ | ----------------- | ------ |
| Deutschland (GfK)        | 9 (17 Wo.)        | 17     |
| Österreich (Ö3)          | 16 (14 Wo.)       | 14     |
| Schweiz (IFPI)           | 22 (7 Wo.)        | 7      |